# Aerocattura
L'aerocattura è una tecnica utilizzata per ridurre la velocità di un veicolo spaziale, raggiungendo un corpo celeste attraverso una traiettoria iperbolica in modo da inserire il veicolo in un'orbita con un'eccentricità inferiore a 1. Si utilizza l'attrito creato dall'atmosfera per far decelerare il veicolo.

Le fasi dell'aerocattura

Solo un passaggio nell'atmosfera è richiesto da questa tecnica, in contrasto con l'aerofrenaggio. Questo approccio richiede tuttavia una protezione termica significativa e un'alta precisione durante le manovre.
Ciò implica la produzione di una significativa portanza o grandi capacità di controllo dei propulsori.
L'aerocattura non è ancora stata tentata su una missione planetaria, ma i rientri a balzi della Zond 6 e della Zond 7 dalle orbite lunari prevedevano manovre di aerocattura in quanto trasformarono un'orbita iperbolica in un'orbita ellittica. In queste missioni, poiché non vi fu alcun tentativo di aumentare il perigeo in seguito all'aerocattura, l'orbita risultante intersecava ancora l'atmosfera e il rientro si è verificato solo al raggiungimento del perigeo successivo.